# Раковец (Тернопольский район)
Раковец (укр. Раковець) — село в Золотниковской сельской общине Тернопольского района Тернопольской области Украины.
До 2020 года входило в Теребовлянский район.
Население по переписи 2001 года составляло 285 человек. Занимает площадь 0,159 км². Почтовый индекс — 48112. Телефонный код — 3551.